# Schmarl
Schmarl è un quartiere (Stadtteil) di Rostock.